# 厲玄
厲玄（?—?），唐朝婺州（今浙江金华）人。
大和二年（828年）考中進士，當時的主考官是韋籌，之後相繼出任监察御史、员外郎。宣宗大中六年（852年）出任睦州刺史。他与诗人姚合、顾非熊等人有所聯繫。长庆元年（821年），姚合任万年县尉时，厲玄與贾岛、朱慶餘、顾非熊、無可等住在姚合的房屋裡面。